# Familie Tops
De Familie Tops (Engels: Tonks) is een tovenaarsfamilie uit de Harry Potter-boekenreeks van J.K. Rowling.
De Familie Tops is een halfbloedfamilie, Ted Tops is een dreuzelgeborene en Andromeda Tops-Zwarts, Teds vrouw, is een volbloed heks. Andromeda is de zus van Bellatrix van Detta en Narcissa Malfidus. Omdat Andromeda met een dreuzelgeborene is getrouwd, is ze van de Zwarts stamboom verbannen. Ted en Andromeda hebben een dochter, Nymphadora. Nymphadora is van beroep Schouwer. Ze is ook lid van de Orde van de Feniks waar haar ouders ook werk voor hebben gedaan hoewel ze niet lid van de Orde zijn. Ted werd in 1998 vermoord door Bloedhonden (tovenaars die uit naam van Heer Voldemort dreuzelgeborene opzoeken en vermoorden).
Nymphadora is getrouwd met Remus Lupos. Samen hebben ze een zoon, Ted Remus (Teddy) Lupos. Nymphadora en Remus werden in de Slag om Zweinstein vermoord, Nymphadora door Bellatrix van Detta, haar tante. Remus werd vermoord door Antonin Dolochov. Omdat Harry Potter nog te jong was om voor de kleine Teddy te zorgen (Harry Potter is zijn peetoom), werd Teddy opgevoed door Andromeda, zijn grootmoeder.

## Samenstelling van de familie
Grootouders
- Cygnus Zwarts en Druella Zwarts-Roselier

Ouders
- Andromeda Zwarts-Tops
- Ted Tops

Kind
- Nymphadora Lupos-Tops

Aangetrouwde Familie
- Remus Johannes Lupos

Kleinkinderen
- Ted Remus (Teddy) Lupos

## Familie Tops
| Cygnus Zwarts | Cygnus Zwarts | Cygnus Zwarts | Cygnus Zwarts | Cygnus Zwarts    | Cygnus Zwarts    |                  |                  | Druella Roselier | Druella Roselier | Druella Roselier | Druella Roselier | Druella Roselier | Druella Roselier |          |          |             |             |             |             |             |             |
| Cygnus Zwarts | Cygnus Zwarts | Cygnus Zwarts | Cygnus Zwarts | Cygnus Zwarts    | Cygnus Zwarts    |                  |                  | Druella Roselier | Druella Roselier | Druella Roselier | Druella Roselier | Druella Roselier | Druella Roselier |          |          |             |             |             |             |             |             |
|               |               |               |               |                  |                  |                  |                  |                  |                  |                  |                  |                  |                  |          |          |             |             |             |             |             |             |
|               |               |               |               | Andromeda Zwarts | Andromeda Zwarts | Andromeda Zwarts | Andromeda Zwarts | Andromeda Zwarts | Andromeda Zwarts |                  |                  | Ted Tops         | Ted Tops         | Ted Tops | Ted Tops | Ted Tops    | Ted Tops    |             |             |             |             |
|               |               |               |               | Andromeda Zwarts | Andromeda Zwarts | Andromeda Zwarts | Andromeda Zwarts | Andromeda Zwarts | Andromeda Zwarts |                  |                  | Ted Tops         | Ted Tops         | Ted Tops | Ted Tops | Ted Tops    | Ted Tops    |             |             |             |             |
|               |               |               |               |                  |                  |                  |                  |                  |                  |                  |                  |                  |                  |          |          |             |             |             |             |             |             |
|               |               |               |               |                  |                  |                  |                  | Nymphadora Tops  | Nymphadora Tops  | Nymphadora Tops  | Nymphadora Tops  | Nymphadora Tops  | Nymphadora Tops  |          |          | Remus Lupos | Remus Lupos | Remus Lupos | Remus Lupos | Remus Lupos | Remus Lupos |
|               |               |               |               |                  |                  |                  |                  | Nymphadora Tops  | Nymphadora Tops  | Nymphadora Tops  | Nymphadora Tops  | Nymphadora Tops  | Nymphadora Tops  |          |          | Remus Lupos | Remus Lupos | Remus Lupos | Remus Lupos | Remus Lupos | Remus Lupos |
|               |               |               |               |                  |                  |                  |                  |                  |                  |                  |                  |                  |                  |          |          |             |             |             |             |             |             |
|               |               |               |               |                  |                  |                  |                  |                  |                  |                  |                  | Teddy Lupos      |                  |          |          |             |             |             |             |             |             |